# بيت شمسي أسد الله ييف
بيت شمسي أسد الله ييف، المعروف أيضًا بقصر بارون النفط، هو مبنى سكني على طراز القصر مكون من ثلاثة طوابق يقع في العاصمة باكو، أذربيجان. تم بناءه في عام 1896 استنادًا إلى تصميم المعماري يوهان إيدل استجابةً لتكليف من شمسي أسد الله ييف، أحد أثرياء باكو.
تم إدراج المبنى في قائمة المعالم التاريخية والثقافية غير المنقولة ذات الأهمية المحلية بقرار رقم 132 من مجلس وزراء جمهورية أذربيجان في 2 أغسطس 2001.

## عن المبنى
التاريخ
بيت شمسي أسد الله ييف، الذي يقع في عناوين شارع إخوان مردانوف (براشيتشنايا) رقم 9، وشارع تولستوي (جمنيزيشيسكايا) رقم 183، وشارع هاجي أسلانوف (كارانتيننايا) رقم 84، تم بناؤه على طراز القصر ويُنسب إلى الثري شمسي أسد الله ييف. تم بناء القصر في عام 1896 على يد المعماري يوهان إيدل. وبسبب لقب شمسي أسد الله ييف "ملك النفط والكيروسين"، يُعرف القصر أحيانًا بـ "قصر بارون النفط". كما كانت مكاتب شركاته تقع في الطابق الأرضي لهذا المبنى.
أبنة شقيقته، الكاتبة الفرنسية المقيمة في فرنسا، بانين، نشأت أيضًا في هذا القصر. ووفقًا لذكرياتها، بعد الاحتلال السوفيتي، تم مصادرة القصر، وتم تخصيص غرفتين فقط لعائلتها للسكن فيها.
بعد استعادة أذربيجان استقلالها، تم إدراج المبنى في قائمة المعالم التاريخية والثقافية غير المنقولة ذات الأهمية المحلية بقرار رقم 132 من مجلس وزراء جمهورية أذربيجان في 2 أغسطس 2001. تم التصديق عليه بقرار رقم 132 من مجلس وزراء جمهورية أذربيجان بتاريخ 2 أغسطس 2001.
فن المعمار
تتميز الزوايا نصف الدائرية للمبنى، الذي يقع عند تقاطع ثلاثة شوارع، والمرتكزة على قبة، بتصميمها الخاص في المخطط. تم تصميم الحل الزاوي للمبنى بواسطة المعماري يوهان إيدل. هذه هي السمة المميزة لعمل إيدل. تم بناء هندسة المبنى وفق الأشكال الكلاسيكية، حيث تم تعزيز الكتلة بالزخارف والبلاستيك، إضافة إلى العديد من الشرفات الكبيرة المدعمة بعوارض حجرية ضخمة.
بعد بناء القصر، تم تخصيص الطابق الأرضي للمكاتب والخدمات. تم تطبيق نظام مكون من صفين للمباني الجانبية، مما يربط الكتل معًا في نظام طويل مكون من ثلاثة صفوف. قام المعماري إيدل بتمديد القاعة الزاوية قطريًا وزيّاد مساحة الاستخدام جزئيًا. يتميز الطابق الأرضي بواجهة عالية وقوس نافذة نصف دائرية ضخمة، مما يمنح المبنى طابعًا ضخمًا وعظمة من حيث التصميم. الطابق الثاني أكثر فخامة بفضل تخطيطه الداخلي، بينما يُظهِر الواجهة الصغيرة بالأعمدة من الطراز الدوري والكوّة المزينة بحواف حجرية بارزة. أما الطابق الثالث فهو مدمج بشكل فعال مع هيكل الواجهة بفضل النوافذ الكبيرة التي تحيط بها حدود رقيقة، وتتميز بحجارة مزخرفة على شكل عتبات بارزة. النوافذ محاطة بأعمدة مزخرفة من الطراز الكورنثي، بينما تضيف التيجان الحجرية جمالًا طبيعيًا للواجهة. فوق الأعمدة، توجد فريس من النقوش البارزة، وكرنيش رئيسي مزخرف بزخارف مستوحاة من التراث الكلاسيكي.

## صور

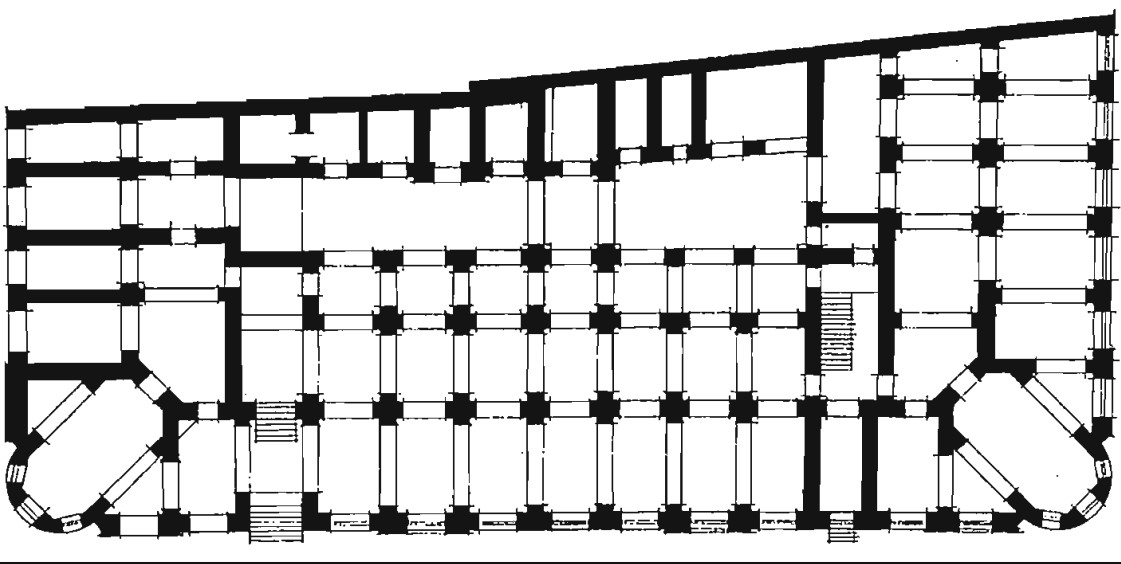
مخطط المنزل

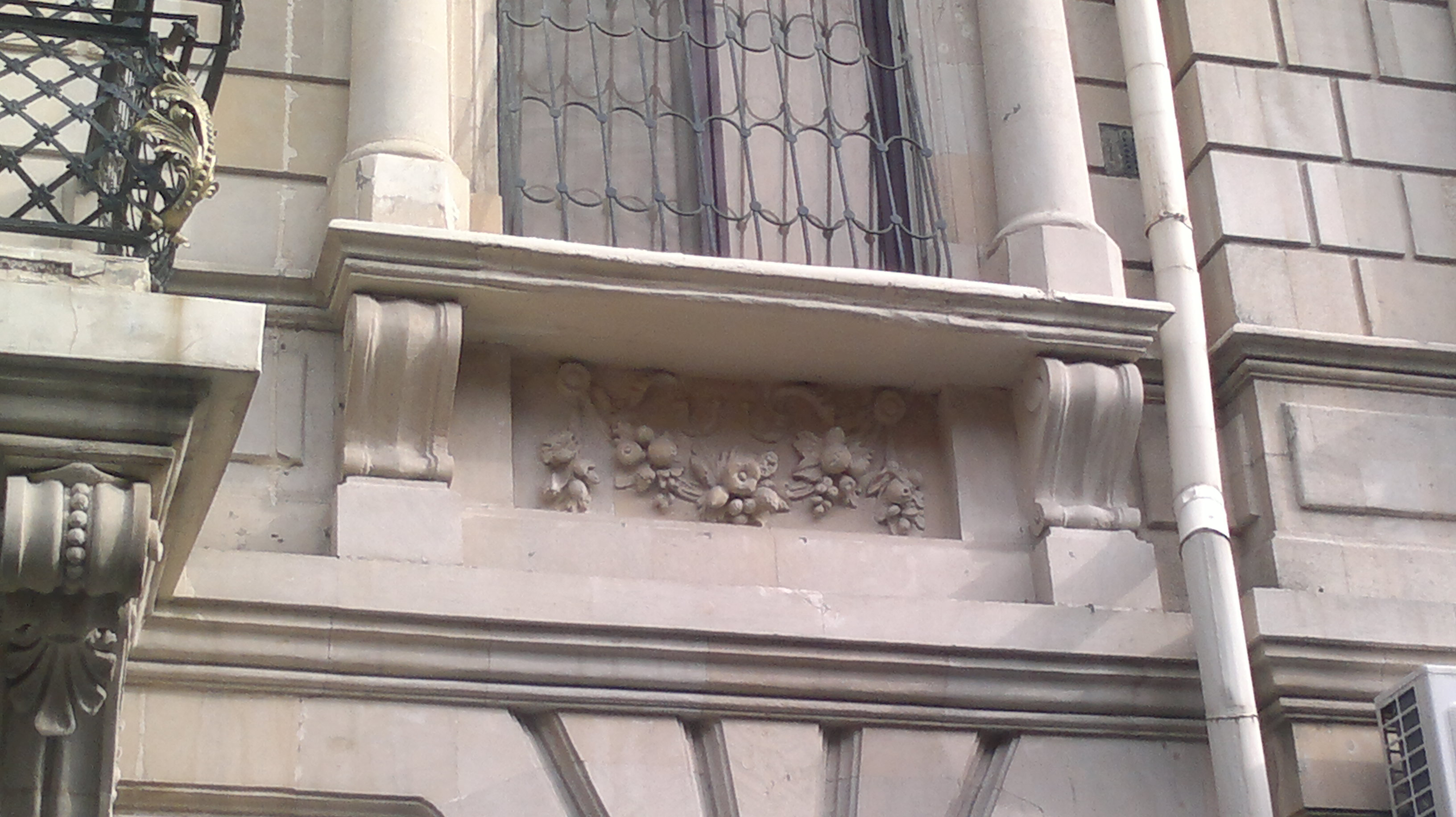

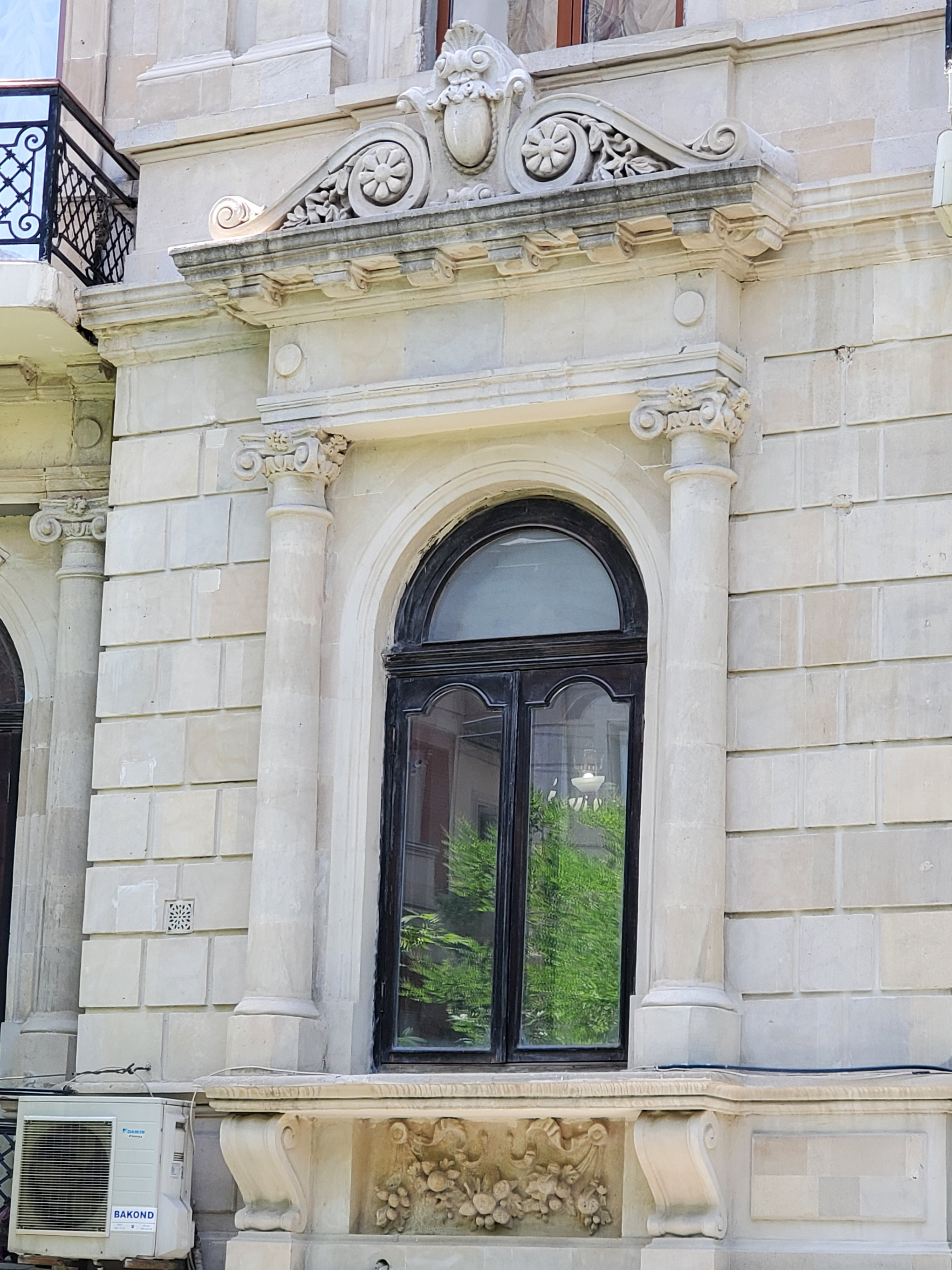

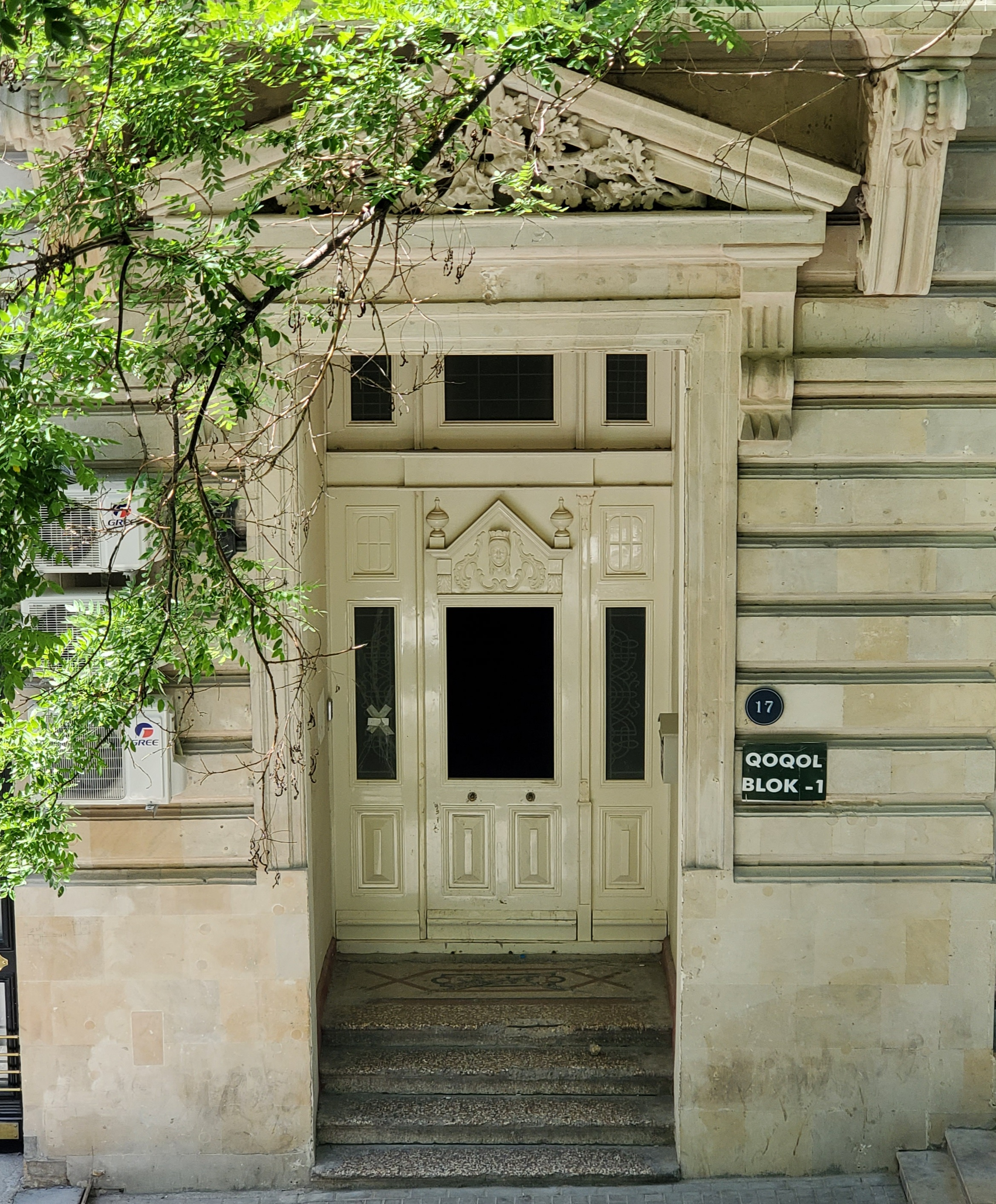

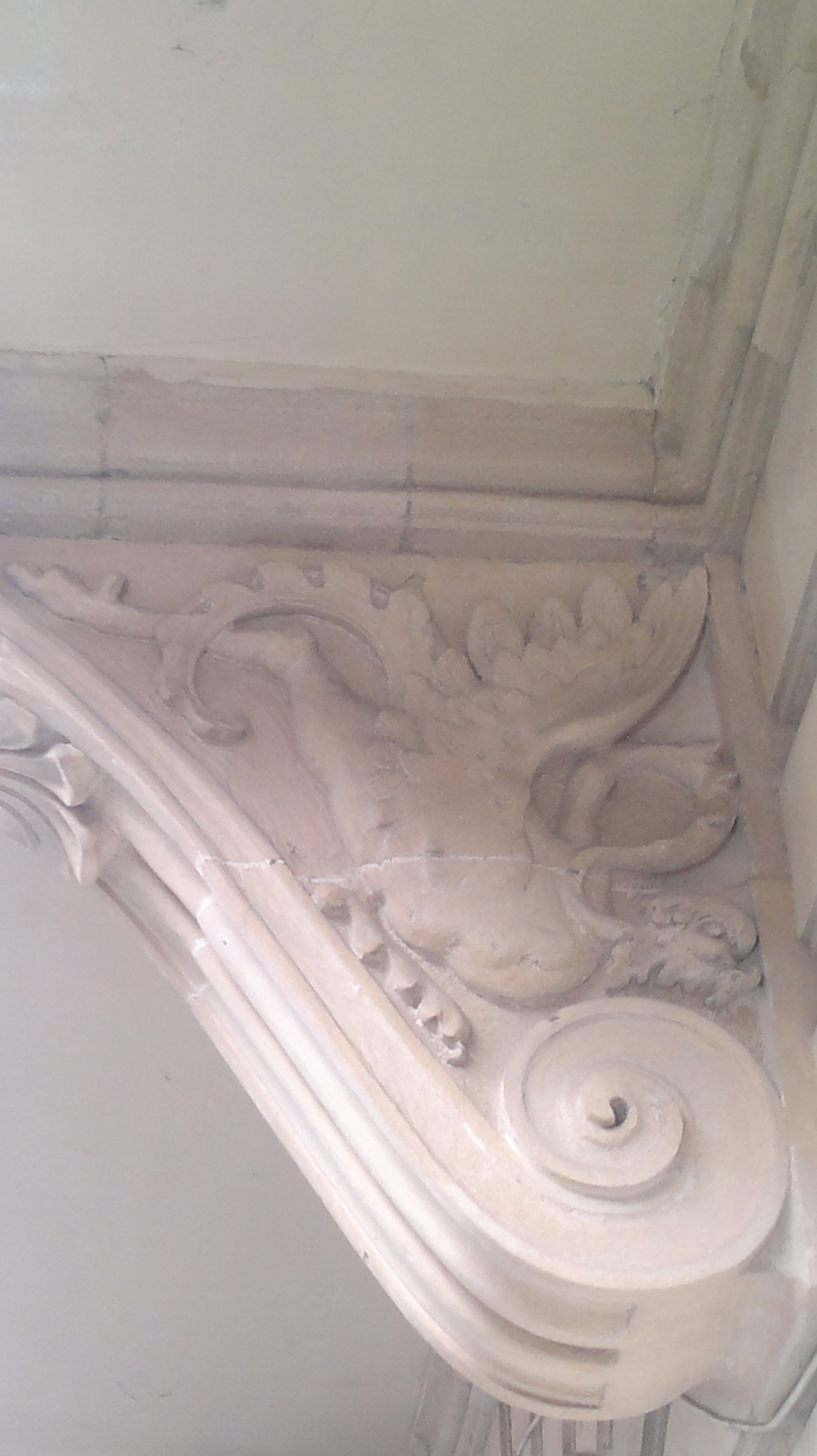

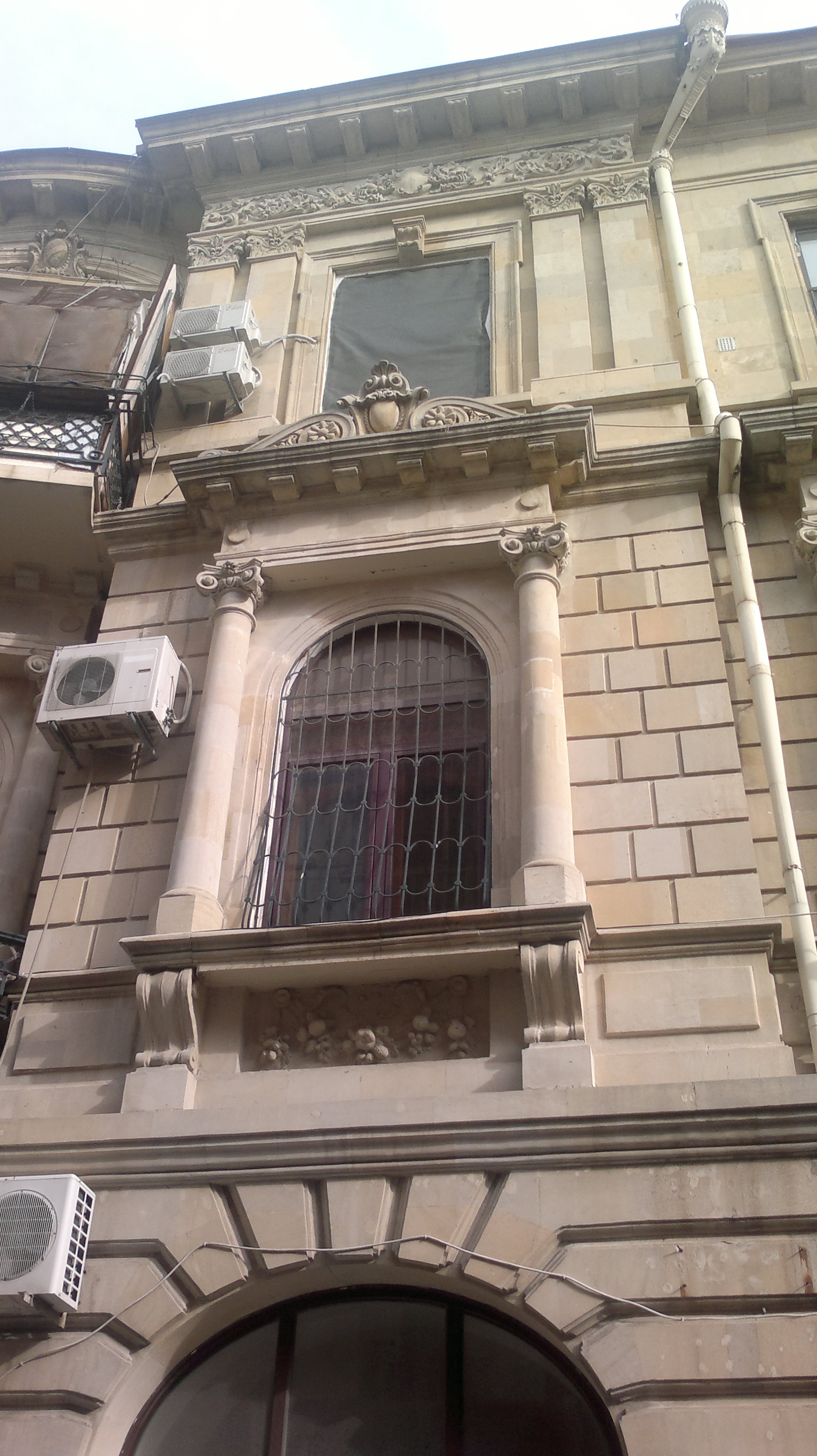

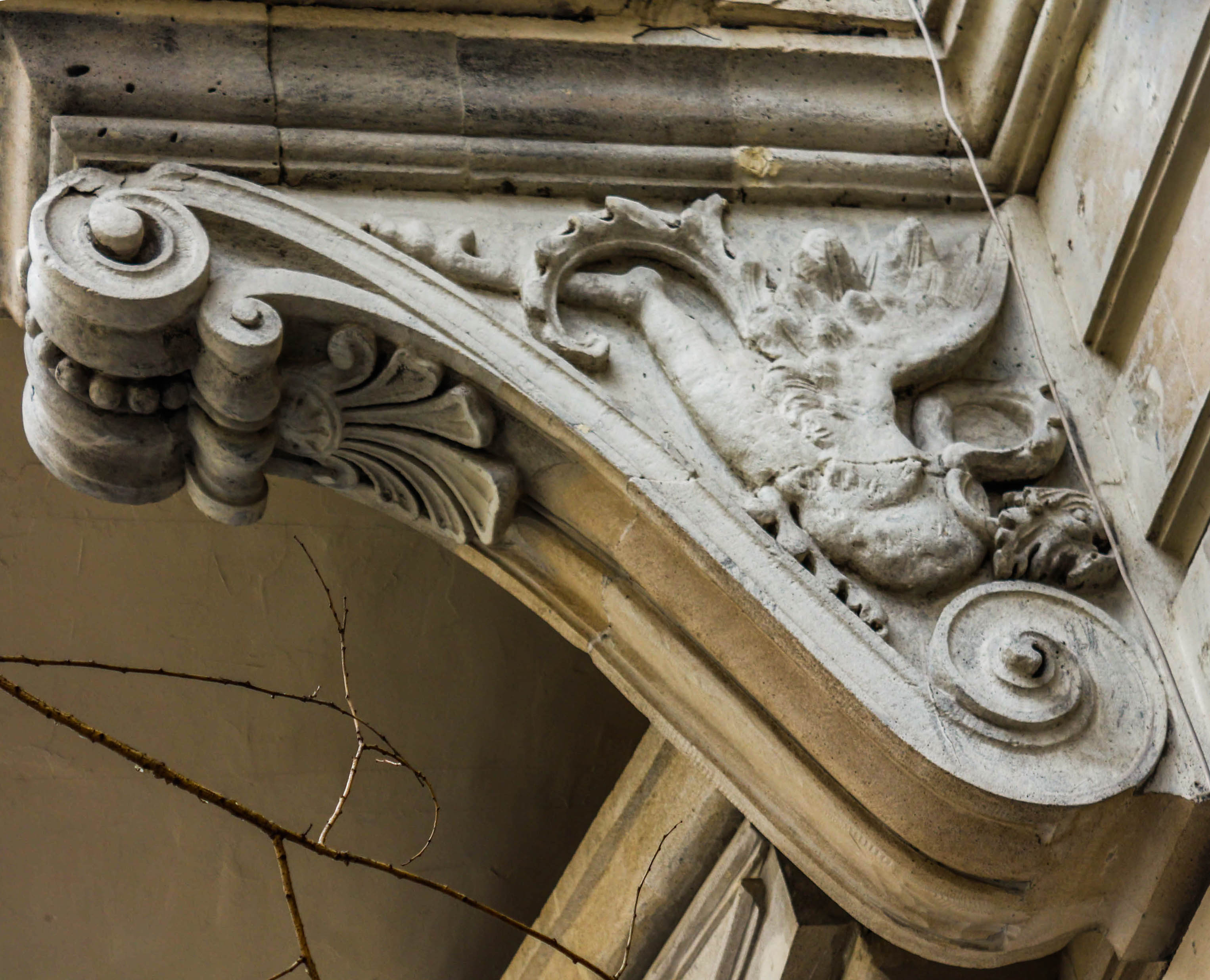

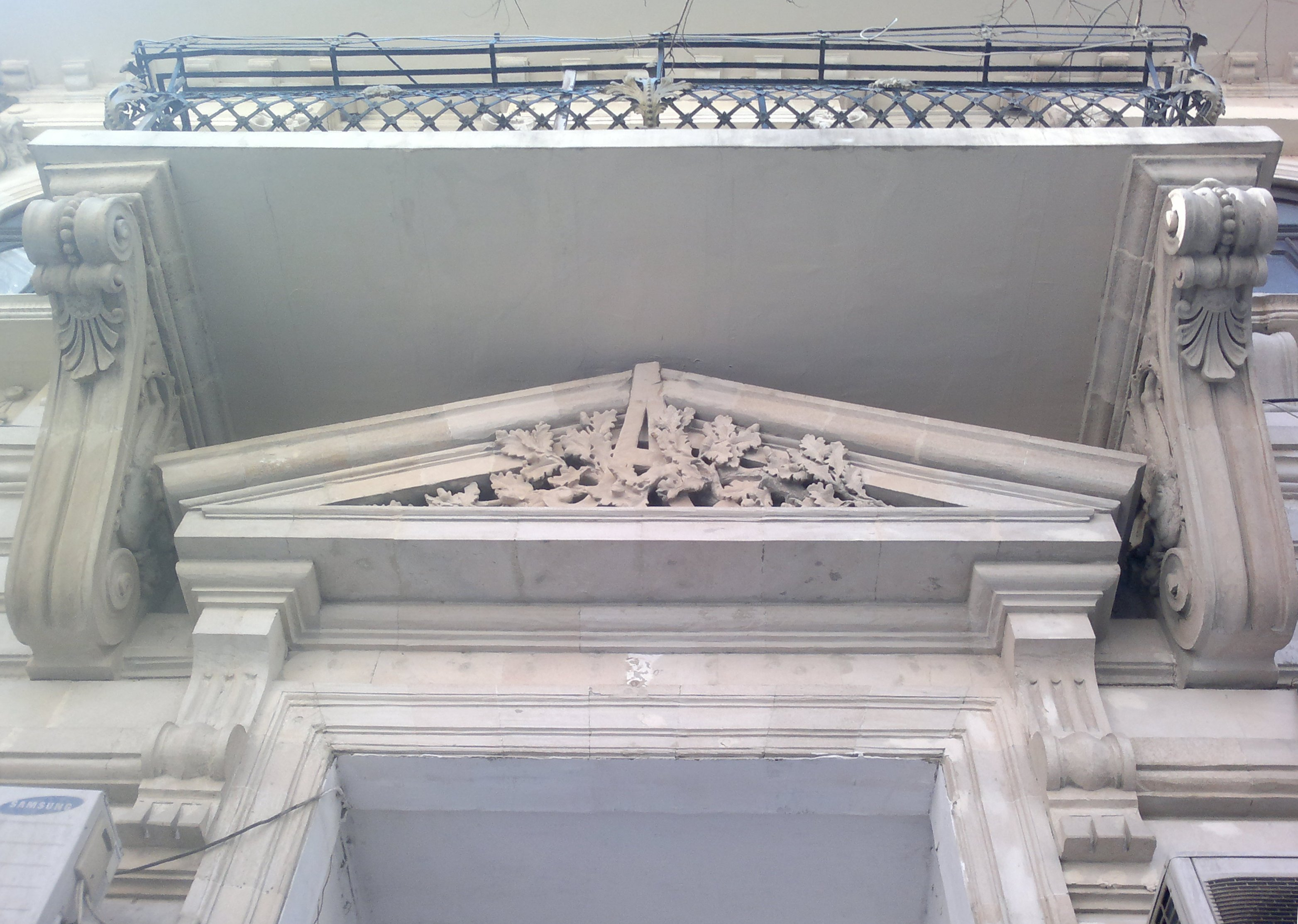